# Silèsia prussiana

La terra reial de Silèsia fins al 1742 (pintat en cian) i la província de Silèsia des de 1815 (marcada en vermell), superposada amb les fronteres internacionals modernes

La Silèsia Prussiana o Província de Silèsia (Provinz Schlesien) fou una de les províncies del Regne de Prússia existent des de 1815 fins a 1919. Com a província prussiana, Silèsia va passar a formar part de l'Imperi alemany durant la unificació d'Alemanya liderada per Prússia al 1871. La capital provincial va ser Breslau (actualment Wrocław, a Polònia).

## Geografia
El territori a banda i banda del riu Oder va formar la part sud-oriental del regne prussià. Comprenia la major part de l'antiga terra de la corona de Bohèmia de l'Alta i la Baixa Silèsia, així com l'adjacent comtat de Glatz, que el prussià rei Frederic el Gran havia conquerit de la monarquia austríaca dels Habsburg sota l'emperadriu Maria Teresa durant les guerres silesianes del segle xviii. A més, incloïa la part nord-oriental de l'Alta Lusàcia al voltant de Görlitz i Lauban, cedida a Prússia pel Regne de Saxònia segons les resolucions del Congrés de Viena del 1815.
La província va vorejava les terres de Brandenburg (incloent les terres recentment adquirides de la Baixa Lusàcia) al nord-oest, i al Gran Ducat de Posen (província de Posen des de 1848) al nord, és a dir, les grans terres poloneses que abans de les particions de Polònia del segle xviii havien sigut de la Confederació de Polònia i Lituània. Al nord-est, l'Alta Silèsia vorejava amb el Regne de Polònia, i a partir de la divisió russa del 1867, va ser l'anomenada Terra del Vístula. A l'est es trobava la part austríaca, el regne de Galítzia i Lodomèria de la Petita Polònia i la ciutat lliure de Cracòvia (fins al 1846). Al sud, la resta de les terres de la corona bohèmia de la Silèsia austríaca, Moràvia i Bohèmia pròpiament dita.

## Història
Immediatament després de la coronació de Maria Teresa com reina de Bohèmia, el rei Frederic el Gran de Prússia va envair Silèsia, començant així la Guerra de Successió Austríaca (1740-1748). Al final de la Primera Guerra Silèsia al 1742, les forces prussianes havien conquerit gairebé tota la terra de la corona dels Habsburg, mentre que segons els tractats de pau de Breslau i Berlín, només algunes parts més petites en l'extrem sud-est, com el Ducat de Teschen així com les parts meridionals dels ducats de Troppau i Nysa, van romandre com a possessions de la monarquia dels Habsburg com a Silèsia austríaca. Els intents de Maria Teresa de recuperar la terra de la corona a la Segona Guerra Silèsia (1744-1745) van fracassar i, en definitiva, va haver de renunciar a les seves pretensions pel Tractat de Dresden.
La Guerra dels Set Anys (1756-1763) va confirmar de nou el control prussià sobre la major part de Silèsia, i per la seva població predominantment protestant, especialment a la Baixa Silèsia, es va convertir en un dels territoris més fidels a la Casa d'Hohenzollern. Quan els territoris prussians es van reorganitzar al Congrés de Viena, la Província de Silèsia es va crear a partir dels territoris adquirits per Prússia a les Guerres de Silèsia, així com a aquells territoris de l'Alta Lusàcia que el rei Frederic August I de Saxònia havia hagut de renunciar a causa de la seva actitud indecisa en les guerres napoleòniques. Com que les terres havien format part del Sacre Imperi Romanogermànic fins al 1806, Silèsia es trobava entre les províncies de Prússia occidental que es trobaven dins de les fronteres de la Confederació Germànica.
El terç oriental de la província, l'Alta Silèsia, havia estat molt menys afectat per l'Ostsiedlung medieval. Segons el cens de 1905, aproximadament tres quartes parts dels habitants de Silèsia eren parlants d'alemany, mentre que la majoria de la població a l'est del riu Oder parlava polonès (incloent el silesià i els dialectes Lach). A causa del dipòsit de mineral de ferro i de carbó estès a la conca de Silèsia, hi va haver una considerable industrialització i urbanització a la part de l'Alta Silèsia i molta gent del veí Posen i el Regne de Polònia van emigrar en aquella època. La Regió Industrial d'Alta Silèsia va ser la segona major aglomeració industrial de l'Imperi alemany després de la regió del Ruhr. Durant decades, els ciutadans majoritàriament catòlics de l'Alta Silèsia votaven a favor del Partit de Centre, mentre que els districtes de Baixa Silèsia eren dominats pel Partit Lliurepensador Alemany i els socialdemòcrates. Les tensions ètniques es van aixecar a la vigília de la Primera Guerra Mundial, amb polítics com Wojciech Korfanty, que es van separar del Partit de Centre i es van centrar en els interessos dels polonesos.
Després de la guerra, les parts restants a l'Alemanya de Weimar es van reorganitzar en dues províncies. La de Baixa Silèsia (Niederschleien) i la de l'Alta Silèsia (Oberschlesien, l'ex Regierungsbezirk d'Oppeln) creades al 1919. Després de tres aixecaments de Silèsia i el plebiscit de l'Alta Silèsia de 1921, la part oriental de la província d'Alta Silèsia al voltant de la ciutat industrial de Katowice (Kattowitz) va ser transferida a la Segona República Polonesa el 1922. A més, el 1920 la Regió de Hlučín va ser cedida a Txecoslovàquia segons el Tractat de Versalles.
Després de la invasió nazi a Polònia a la fi de 1939, la Província de Silèsia es va estendre quan una part de Polònia es va fusionar en aquesta província. El 1941, la província es va dividir de nou.
Després de la implementació de la línia Oder-Neisse segons l'Acord de Potsdam de 1945, la major part de la Província prussiana de Silèsia va passar a formar part de Polònia, incorporada als Voivodats de Lubusz, Baixa Silèsia, Opole i Silèsia. La població de parla alemanya va abandonar o va ser expulsada després de la Segona Guerra Mundial, encara que es va mantenir una minoria. Una part occidental més petita de l'antiga província de Silesia es troba dins dels moderns estats alemanys de Saxònia i Brandenburg

## Divisió administrativa al 1910

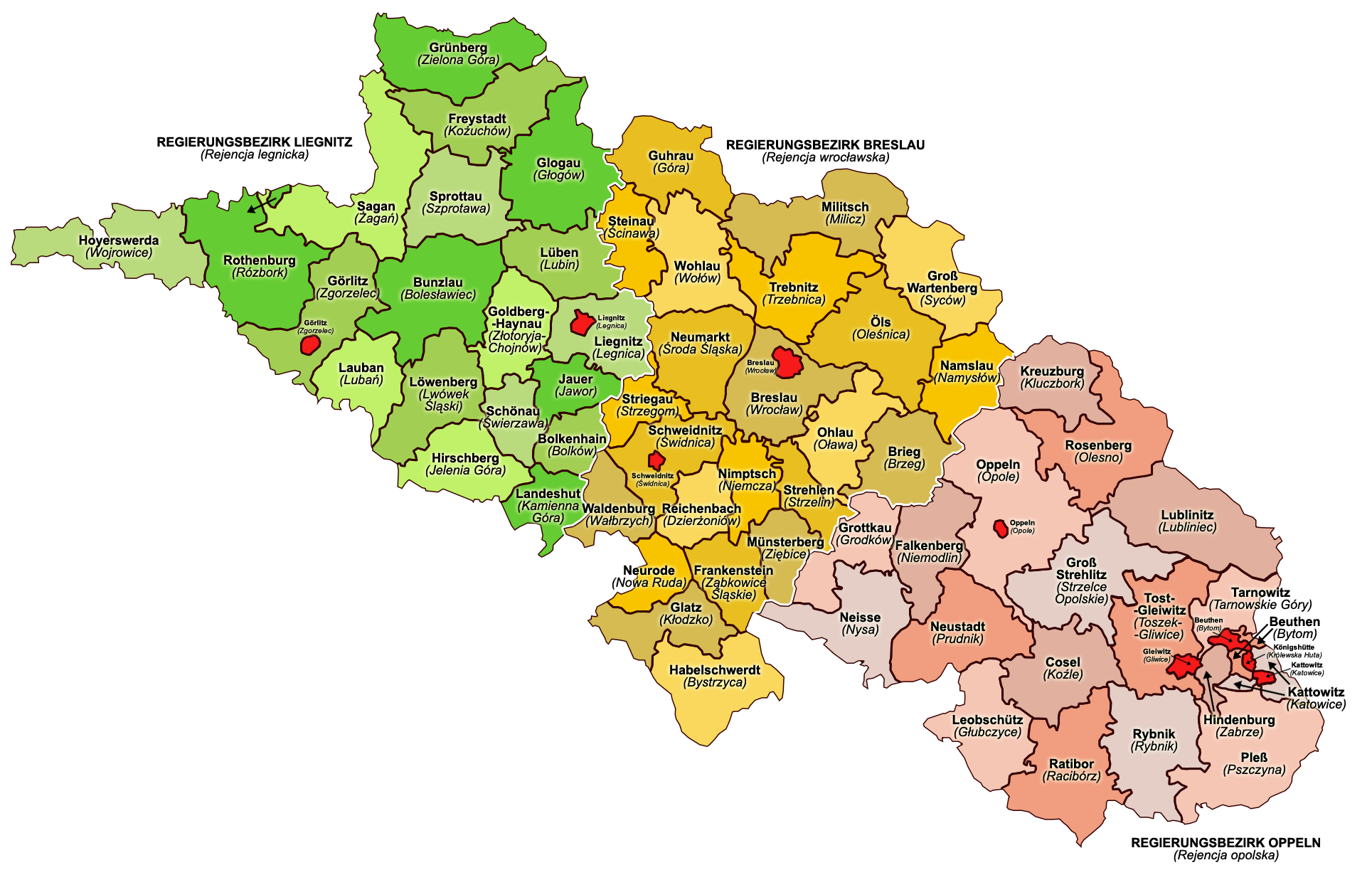
Divisió administrativa al 1905

| Regierungsbezirk Breslau - Districtes urbans (Stadtkreise) 1. Breslau 2. Brieg (des de 1907) 3. Schweidnitz - Districtes rurals (Landkreise) 1. Districte de Breslau 2. Districte de Brieg 3. Districte de Frankenstein 4. Districte de Guhrau 5. Districte de Groß Wartenberg 6. Districte de Guhrau 7. Districte de Habelschwerdt 8. Districte de Militsch 9. Districte de Münsterberg 10. Districte de Namslau 11. Districte de Neumarkt 12. Districte des Neurode 13. Districte de Nimptsch 14. Districte de Oels 15. Districte de Ohlau 16. Districte de Reichenbach 17. Districte de Schweidnitz 18. Districte de Steinau 19. Districte de Strehlen 20. Districte de Striegau 21. Districte de Trebnitz 22. Districte de Waldenburg 23. Districte de Wohlau | Regierungsbezirk Liegnitz - Districtes urbans (Stadtkreise) 1. Görlitz 2. Liegnitz - Districtes rurals (Landkreise) 1. Districte de Bolkenhain 2. Districte de Bunzlau 3. Districte de Freystadt 4. Districte de Glogau 5. Districte de Goldberg-Haynau 6. Districte de Görlitz 7. Districte de Grünberg in Schlesien 8. Districte de Hirschberg im Riesengebirge 9. Districte de Hoyerswerda 10. Districte de Jauer 11. Districte de Landeshut in Schlesien 12. Districte de Lauban 13. Districte de Liegnitz 14. Districte de Löwenberg 15. Districte de Lüben 16. Districte de Rothenburg 17. Districte de Sagan 18. Districte de Schönau 19. Districte de Sprottau | Regierungsbezirk Oppeln - Districtes urbans (Stadtkreise) 1. Beuthen 2. Gleiwitz 3. Kattowitz 4. Königshütte 5. Oppeln 6. Ratibor (des de 1904) - Districtes rurals (Landkreise) 1. Districte de Beuthen 2. Districte de Cosel 3. Districte de Falkenberg 4. Districte de Groß Strehlitz 5. Districte de Grottkau 6. Districte de Hindenburg 7. Districte de Kattowitz 8. Districte de Kreuzburg 9. Districte de Leobschütz 10. Districte de Lublinitz 11. Districte de Neisse 12. Districte de Neustadt 13. Districte d'Oppeln 14. Districte de Pleß 15. Districte de Ratibor 16. Districte de Rosenberg 17. Districte de Rybnik 18. Districte de Tarnowitz 19. Districte de Tost-Gleiwitz |